# 1487
Évszázadok: 14. század – 15. század – 16. század
Évtizedek: 1430-as évek – 1440-es évek – 1450-es évek – 1460-as évek – 1470-es évek – 1480-as évek – 1490-es évek – 1500-as évek – 1510-es évek – 1520-as évek – 1530-as évek
Évek: 1482 – 1483 – 1484 – 1485 –  1486 – 1487 – 1488 – 1489 – 1490 – 1491 – 1492

## Események

### Határozott dátumú események
- március 20. – Mátyás a Bécsújhely ostroma idején Ebenfurtban tartott tartománygyűlésen felveszi az osztrák hercegi címet. (Ettől kezdve osztrák pecsétet is használ.)
- április 28. – Crevolai csata
- május 24. – Lambert Simnelt VI. Eduárdként megkoronázzák a dublini székesegyházban, harcba száll a hatalomért VII. Henrikkel szemben.
- június 16. – A stoke-mezei csata. (A Lambert Simnel vezette lázadók vereséget szenvednek az angol királyi seregtől.)
- június 24. – A főurak és főpapok budai tanácskozásukon újabb rendkívüli adót ajánlanak meg a jelen levő királynak.
- július 16. – Miután egyetlen fia, Savoyai Hugó (Henrik) ciprusi királyi herceg és trónörökös kiskorában elhunyt, valamint a fogadott fia, Aragóniai Alfonz, I. Ferdinánd nápolyi király természetes fia révén nem tudta visszaszerezni a trónját, I. Sarolta ciprusi királynő 1485-ben örökösödési szerződést köt unokaöccsével, I. Károly savoyai herceggel, I. Janus ciprusi király dédunokájával, és a trónfosztott királynő évjáradék fejében a Savoyai-házra hagyja a ciprusi, jeruzsálemi és örmény királyi címét. Sarolta 1487-es halála után a Savoyai-ház mindenkori feje viseli a Ciprus, Jeruzsálem és Örményország királya címeket egészen 1946-ig, II. Umbertó olaszországi trónfosztásáig.
- augusztus 17. – Mátyás bevonul Bécsújhely városába. (Ezzel Krems kivételével egész Alsó-Ausztria neki engedelmeskedik. Bécsújhelyen 20 ezer lovas és 8 ezer gyalogos fölött seregszemlét tart.)
- november 25. – Sforza Bianka Mária milánói hercegnő per procuram (képviselők útján) Milánóban házasságot kötött Corvin János herceggel, I. Mátyás magyar királynak az Edelpeck Borbála boroszlói úrnővel folytatott viszonyából született törvényesített és apja utódául szánt fattyú fiával. (Miután Corvin János nem lett magyar király, ezért a milánói udvar kérésére a pápa a házasságot 1493. november 11-én érvénytelenítette.)
- december 26. – A hét északkelet-magyarországi bányaváros kassai gyűlése statútumba foglalja bányajogait.

### Határozatlan dátumú események
- ősz – Jaksics Demetert, Mátyás követét visszatérőben Isztambulból a szendrői hídon Gázi Musztafa, Jaksics volt török foglya, meggyilkolja. (A balvégzetű követjárást Jaksics deák műveltségű familiárisa 1490 körül magyar nyelvű versben örökíti meg. A mű – Gergely éneke Jaksics Demeter veszedelméről csonkán maradt fenn.)

- az év folyamán

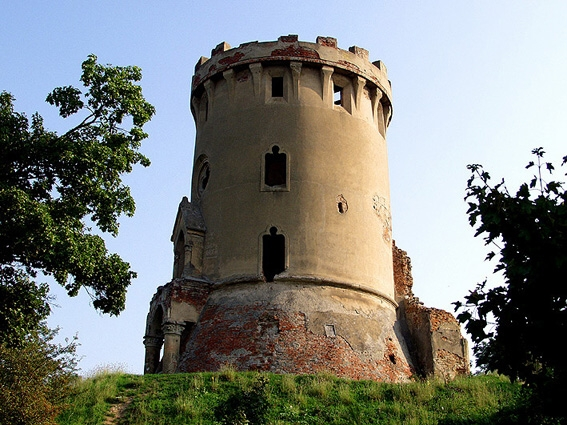
Az erdődi vár (Károlyi-kastély) tornya

  - Mátyás király fegyverszünetet köt III. Frigyessel.
  - Mátyás Szapolyai Istvánt nevezi ki Alsó-Ausztria főkapitányává.
  - Drágffy Bertalan megbízásából felépül a Szatmár vármegyei erdődi vár.
  - Felépül a hálóboltozatos ortodox templom Ráckevén. (Magyarországon az egyetlen, késő gótikus stílusban készült, eredetileg is ortodox liturgiájú templom.)
  - Galeotto Marzio itáliai humanista Mátyás udvarában befejezi Mátyás király kiváló, bölcs, tréfás mondásairól és tetteiről című latin nyelvű munkáját.
  - Hung-csi császár trónra lépése Kínában.
  - Auitzotl azték császár ezer ember feláldozásával felszenteli a tenochtitlani nagy piramist.
  - Bartolomeu Dias eléri a Jóreménység fokát.
  - A spanyolok elfoglalják Málagát.
  - Itáliai mesterek dolgoznak a moszkvai Kreml építésén.

## Születések
- szeptember 10. – III. Gyula pápa (†1555)[1]

## Halálozások
- július 16. – I. Sarolta ciprusi királynő Rómában (* 1442)
- szeptember 12. – Szapolyai Imre nádor, horvát–szlavón bán